# Lord-lieutenant du Sussex
Ceci est une liste de personnes qui ont servi comme lord-lieutenant du Sussex. De 1677 à 1974, tous les lord-lieutenants ont été également Custos Rotulorum of Sussex.

## Lord-lieutenants du Sussex jusqu'en 1974
- Henry FitzAlan, 19e comte d'Arundel 1551–? conjointement avec
- Thomas West, 9e baron De La Warr 1551–?
- Henry FitzAlan, 19e comte d'Arundel 1559–1561
- John Lumley, 1er baron Lumley 1561–1569
- Anthony Browne, 1er vicomte Montagu 1570–1585 conjointement avec
- William West, 1er baron De La Warr 1570 – 1585 et
- Thomas Sackville, 1er baron Buckhurst 1570 – 1585
- Charles Howard, 1er comte de Nottingham 3 juillet 1585 – 26 août 1608 conjointement avec
- Thomas Sackville, 1er comte de Dorset 1586 – 19 avril 1608 et
- Henry Percy, 3e comte de Northumberland 1586 – 26 août 1608
- Robert Sackville, 2e comte de Dorset 26 août 1608 – 27 février 1609
- vacant
- Richard Sackville, 3e comte de Dorset 10 décembre 1612 – 28 mars 1624
- Edward Sackville, 4e comte de Dorset 13 juillet 1624 – 1642 conjointement avec
- Algernon Percy, 10e comte de Northumberland 16 septembre 1635 – 1642 et
- Henry Howard, 22e comte d'Arundel 2 juin 1636 – 1642
- English Interregnum
- Algernon Percy, 10e comte de Northumberland 11 août 1660 – 13 octobre 1668
- Joceline Percy, 11e comte de Northumberland 9 novembre 1668 – 31 mai 1670
- Richard Sackville, 5e comte de Dorset 15 juillet 1670 – 27 août 1677 conjointement avec
- Charles Sackville, 6e comte de Dorset 15 juillet 1670 – 28 février 1688
- Francis Browne, 4e vicomte Montagu 28 février 1688 – 17 avril 1689
- Charles Sackville, 6e comte de Dorset 17 avril 1689 – 29 janvier 1706
- Algernon Seymour, 7e duc de Somerset 22 avril 1706 – 7 février 1750
- vacant
- John Ashburnham, 2e comte de Ashburnham 18 mars 1754 – 20 septembre 1757
- George Nevill, 1er comte de Abergavenny 1757 – 4 juillet 1761
- Thomas Pelham-Holles, 1er duc de Newcastle-upon-Tyne 4 juillet 1761 – 15 janvier 1763
- Charles Wyndham, 2e comte de Egremont 15 janvier 1763 – 21 août 1763
- Charles Lennox, 3e duc de Richmond 23 novembre 1763 – 29 décembre 1806
- Charles Howard, 11e duc de Norfolk 19 janvier 1807 – 16 décembre 1815
- Charles Lennox, 4e duc de Richmond 11 mars 1816 – 28 août 1819
- George Wyndham, 3e comte de Egremont 18 novembre 1819 – 19 juin 1835
- Charles Gordon-Lennox, 5e duc de Richmond 19 juin 1835 – 21 octobre 1860
- Henry Pelham, 3e comte de Chichester 21 novembre 1860 – 16 mars 1886
- Henry Brand, 1er vicomte Hampden 6 avril 1886 – 14 mars 1892
- William Nevill, 1er marquis de Abergavenny 12 avril 1892 – 19 décembre 1905
- Henry Fitzalan-Howard, 15e duc de Norfolk 19 décembre 1905 – 11 février 1917
- Charles Wyndham, 3e baron Leconfield 26 mars 1917 – 25 janvier 1949
- Bernard Fitzalan-Howard, 16e duc de Norfolk 25 janvier 1949 – 31 mars 1974

À ce moment-là, la lieutenance est divisée en deux, Local Government Act 1972, et remplacé par le lord-lieutenant du Sussex de l'Est et le lord-lieutenant du Sussex de l'Ouest.